# Lidia Joanna Geringer de Oedenberg
Lidia Joanna Geringer de Oedenberg, geb. Ulatowska (* 12. September 1957 in Breslau), ist eine polnische Politikerin und seit 2004 Abgeordnete des Europäischen Parlaments.

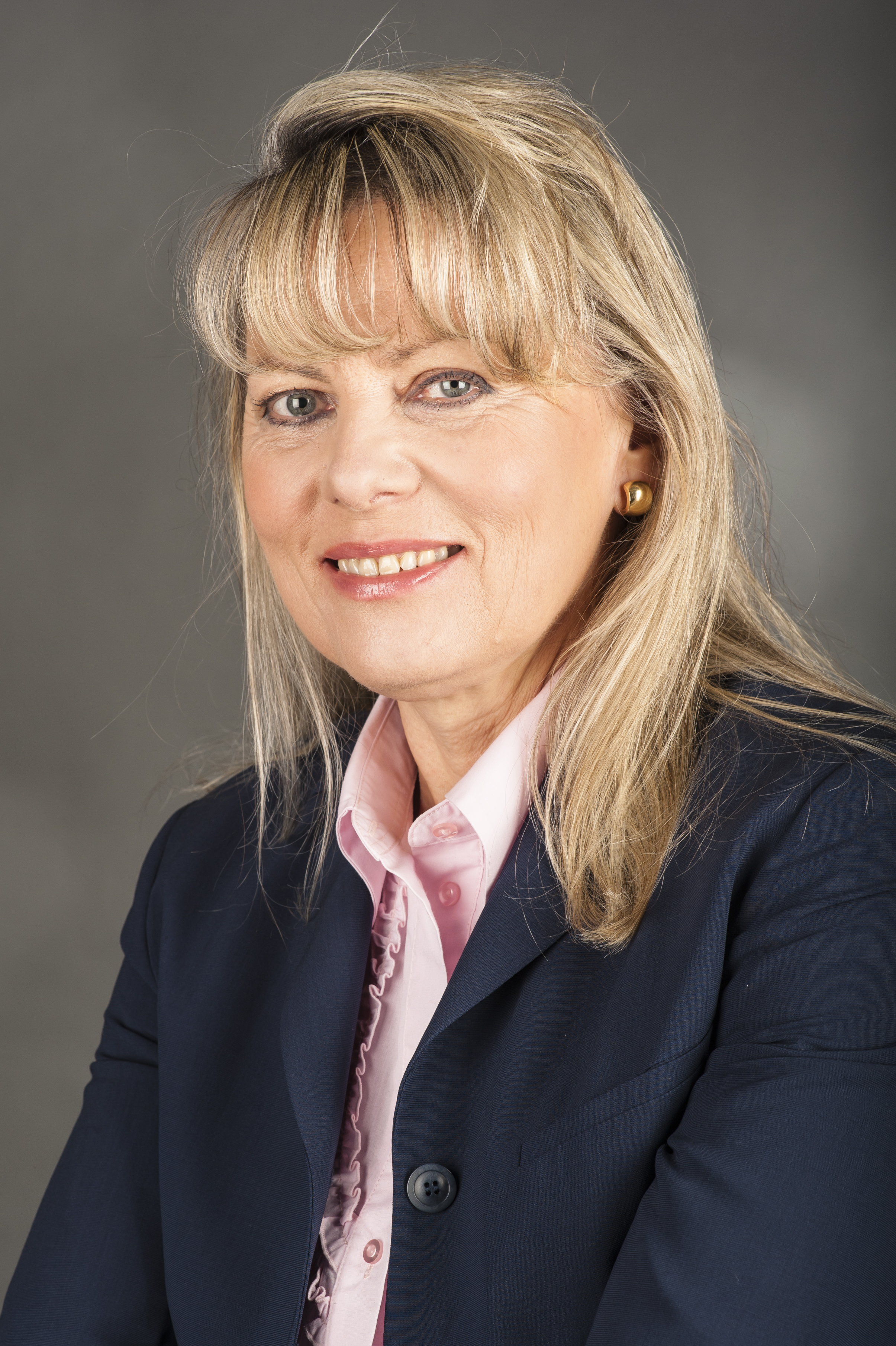
Lidia Joanna Geringer de Oedenberg (2014)

## Leben
Sie studierte an der Wirtschaftsuniversität Breslau und an der Handelshochschule Warschau, zudem auch in Spanien und Holland. Sie arbeitete als Journalistin beim Staatlichen Polnischen Fernsehen, u. a. als Programmdirektor der Breslauer Sendeanstalt. 1995–2005 war sie Generaldirektorin des internationalen Breslauer Musikfestivals Wratislavia Cantans.
2004, 2009 und 2014 wurde sie von der Liste des Bundes der Demokratischen Linken (Sojusz Lewicy Demokratycznej, SLD) ins Europäische Parlament gewählt. Am 29. Juni 2014 verließ sie den Bund der Demokratischen Linken und ist seitdem parteilos.
Am 15. Juli 2009 wurde sie im 1. Wahlgang zur Quästorin des Europäischen Parlaments gewählt.

## Tätigkeiten als EU-Parlamentarierin
Geringer de Oedenberg ist Mitglied im Präsidium des Europäischen Parlaments, im Rechtsausschuss, im Petitionsausschuss sowie in der Delegation für die Beziehungen zu den Ländern Südasiens. 
Stellvertreterin ist sie im Haushaltsausschuss, in der Delegation im Gemischten Parlamentarischen Ausschuss EU-Kroatien, der Delegation in der Paritätischen Parlamentarischen Versammlung AKP-EU und der Delegation in der Parlamentarischen Versammlung der Union für den Mittelmeerraum.